# Генерал-поштмейстер
Генерал-поштмейстер (іноді генеральний поштмейстер, англ. Postmaster General) — у багатьох країнах керівник поштової служби, що відповідає за контроль над усіма іншими поштмейстерами. Практика призначення державного чиновника, відповідального за нагляд доставки поштових відправлень по всій країні, зародилася в Англії, де англ. Master of the Posts (поштмейстер) згадується в «Королівській книзі платежів» (англ. King's Book of Payments), при цьому поштмейстеру Тьюку в лютому 1512 року була призначена виплата 100 фунтів стерлінгів Пізніше, в 1517 році, він був офіційно призначений на посаду керуючого королівською поштою (Governor of the King's Posts). Цей факт передує запровадженню посади генерал-поштмейстера Великої Британії Генріхом VIII. У 1609 році вийшов указ про те, що листи можуть переводити і доставляти лише особи, уповноважені генерал-поштмейстером.
Інші приклади включають:
- Генерал-поштмейстер Канади, з 1867 року
- Відомство генерал-поштмейстера (Postmaster-General's Department) (Австралія), з 1901 року
- Генерал-поштмейстер Нової Зеландії, 1858—1989
- Генеральний поштмейстер Шрі-Ланки, з 1815 року
- Генерал-поштмейстер Ірландії, 1784—1831
- Генерал-поштмейстер Шотландії, 1616—1707, потім як заступник генерал-поштмейстера по Шотландії, 1710—1831
- Генеральний поштмейстер США, з 1775 року
- Генерал-поштмейстер Гонконгу, з 1860 року
- Генерал-поштмейстер армії Республіки Нікарагуа, з лютого 1856 року, полковник Алекс П. Джонс